# Bijlia
Bijlia (лат.) — род суккулентных растений семейства Аизовые (Aizoaceae), подсемейства Ruschioideae, естественно произрастающий на территории Капской провинции Южно-Африканской Республики.

## Название
Родовое латинское (научное) название Bijlia было дано в честь Деборы ван дер Бейл (1872–1942, Deborah van der Bijl), южноафриканской натуралистке, работнице питомника у реки Грейт-Брак, Западный Кейп. Она была полевым коллекционером, а также основателем и первым президентом Южноафриканского общества суккулентов.

## Таксономия
Bijlia N.E.Br., первое упоминание в J. Bot. 66: 267. (1928).

### Синонимы
- Bolusanthemum Schwantes

### Виды
Согласно данным сайта WFO Plantlist на июнь 2023 года, род состоит из 2 видов:
| Название                               | Изображение | Описание |
| -------------------------------------- | ----------- | --- |
| Bijlia dilatata H.E.K.Hartmann         |             | Почти бесстебельное многолетнее суккулентное растение, формирующее розетки диаметром до 12 см и более, состоящие из плотно расположенных булавовидных листьев неправильной формы. Кончик листа вытянут вперед и напоминает «подбородок». Цветки ярко-желтые, появляются на коротких цветоносах зимой. |
| Bijlia tugwelliae (L.Bolus) S.A.Hammer |             | Многолетнее растение формирующее плотные ковры. На каждом стебле располагаются по 2-3 пары листьев, которые имеют длину от 6 до 9 см и ширину до 10 мм. Листья мясистые, гладкие и относительно жесткие, с прямостоячей формой. Обычно на коротком стебле находится от 1 до 3 цветков, их окраска может варьироваться от бледно-коричневой до белой или ярко-желтой. Лепестки длиной около 20-22 мм располагаются в двух рядах. Обычно цветет в конце зимы, но иногда также в осенний период. |